# Pilgrimstapeten
Pilgrimstapeten är en 40 meter lång bonad, broderad på linneväv med ullgarn, som skildrar Pilgrimsleden från Hammarö kyrka till Trondheim. Den finns på Utmarksmuseet i Ransby i norra Värmland.
Tapeten påbörjades 1995 och färdigställdes 1997. Gunnar Svensson tog initiativet och stilen är inspirerad av Bayeuxtapeten.